# Dubrovčan
Dubrovčan – wieś w Chorwacji, w żupanii krapińsko-zagorskiej, w gminie Veliko Trgovišće. W 2011 roku liczyła 807 mieszkańców.